# Major Lazer
Major Lazer är en amerikansk elektronisk musikgrupp bildad 2008 av DJ:arna/producenterna Diplo och Switch. Major Lazer har skapat hitlåten "Lean On (feat MØ & Dj Snake)" som har toppat listor runt om i Europa.

## Diskografi

### Album
| Titel                               | Detaljer                                                                                   | Topposition | Topposition | Topposition | Topposition | Topposition | Topposition | Topposition | Topposition | Topposition | Topposition | Topposition |
| Titel                               | Detaljer                                                                                   | AUS         | AUT         | BEL (Vl)    | BEL (Vl)    | DEN         | FR          | NL          | NZ          | SWI         | US          | UK          |
| ----------------------------------- | ------------------------------------------------------------------------------------------ | ----------- | ----------- | ----------- | ----------- | ----------- | ----------- | ----------- | ----------- | ----------- | ----------- | ----------- |
| Guns Don't Kill People... Lazers Do | - Släppt: June 16, 2009 - Skivbolag: Downtown Records - Format: CD, digital nedladdning    | —           | —           | 95          | —           | —           | —           | —           | —           | —           | 169         | —           |
| Free the Universe                   | - Släppt: April 16, 2013 - Skivbolag: Secretly Canadian - Formats: CD, digital nedladdning | 5           | 53          | 9           | 52          | 18          | 34          | 17          | 23          | 45          | 34          | 34          |

### EP-skivor
| Titel                     | Detaljer |
| ------------------------- | --- |
| Lazers Never Die          | - Släppt: 20 juli 2010 - Skivbolag: Mad Decent - Format: CD, Digital nedladdning                             |
| Original Don              | - Släppt: 4 november 2011 - Skivbolag: Mad Decent - Format: CD, Digital nedladdning                          |
| Lazer Strikes Back Vol. 1 | - Släppt: 25 februari 2013 - Skivbolag: Mad Decent - Format: Digital nedladdning                             |
| Lazer Strikes Back Vol. 2 | - Släppt: 8 mars 2013 - Skivbolag: Mad Decent - Format: Digital nedladdning                                  |
| Lazer Strikes Back Vol. 3 | - Släppt: 22 mars 2013 - Skivbolag: Mad Decent - Format: Digital nedladdning                                 |
| Lazer Strikes Back Vol. 4 | - Släppt: 5 april 2013 - Skivbolag: Mad Decent - Format: Digital nedladdning                                 |
| Apocalypse Soon           | - Släppt: 25 februari 2014 - Skivbolag: Secretly Canadian / Mad Decent - Format: CD, LP, digital nedladdning |

### Mixtapes
- 2009: Major Lazer Essential Mix (tillgänglig som podcast)
- 2010: Lazerproof (med La Roux, tillgänglig för fri nedladdning) [13]
- 2010: Major Lazer Summer Mix (tillgänglig som podcast)
- 2013: Major Lazer Workout Mix

### Singlar
| År                                                                                  | Titel                                                                      | Topposition | Topposition | Topposition   | Topposition   | Topposition | Topposition | Topposition | Topposition | Topposition | Topposition | Album                               |
| År                                                                                  | Titel                                                                      | AUS         | AUT         | BEL (Vl)      | BEL (Wa)      | DEN         | FRA         | NL          | SWI         | UK          | US          | Album                               |
| ----------------------------------------------------------------------------------- | -------------------------------------------------------------------------- | ----------- | ----------- | ------------- | ------------- | ----------- | ----------- | ----------- | ----------- | ----------- | ----------- | ----------------------------------- |
| 2009                                                                                | "Hold the Line" (med Mr. Lexx och Santigold)                               | —           | —           | —             | —             | —           | —           | —           | —           | —           | —           | Guns Don't Kill People... Lazers Do |
| 2009                                                                                | "Pon de Floor" (med Vybz Kartel)                                           | —           | —           | —             | —             | —           | —           | —           | —           | 125         | —           | Guns Don't Kill People... Lazers Do |
| 2009                                                                                | "Keep It Goin' Louder" (med Nina Sky och Ricky Blaze)                      | —           | —           | —             | —             | —           | —           | —           | —           | —           | —           | Guns Don't Kill People... Lazers Do |
| 2009                                                                                | "Jump Up" (med Leftside och Supahype)                                      | —           | —           | —             | —             | —           | —           | —           | —           | —           | —           | Guns Don't Kill People... Lazers Do |
| 2011                                                                                | "Original Don" (med The Partysquad)                                        | —           | —           | —             | —             | —           | —           | 98          | —           | —           | —           | Original Don                        |
| 2012                                                                                | "Get Free" (med Amber Coffman)                                             | 39          | —           | 3             | 17            | 29          | 59          | 7           | —           | 56          | —           | Free the Universe                   |
| 2012                                                                                | "Jah No Partial" (med Flux Pavilion)                                       | —           | —           | 59 (Ultratip) | —             | —           | —           | —           | —           | —           | —           | Free the Universe                   |
| 2013                                                                                | "Watch Out for This (Bumaye)" (med Busy Signal, The Flexican och FS Green) | —           | 40          | 5             | 8             | 14          | 4           | 7           | 23          | 161         | —           | Free the Universe                   |
| 2013                                                                                | "Bubble Butt" (med Bruno Mars, Tyga och Mystic)                            | 39          | —           | 24            | 11 (Ultratip) | —           | 67          | 65          | —           | 196         | 56          | Free the Universe                   |
| 2013                                                                                | "Scare Me" (med Peaches och Timberlee)                                     | —           | —           | 89 (Ultratip) | —             | —           | —           | —           | —           | —           | —           | Free the Universe                   |
| 2013                                                                                | "Keep Cool (Life Is What)" (med Shaggy och Wynter Gordon)                  | —           | —           | 38 (Ultratip) | —             | —           | —           | —           | —           | —           | —           | Free the Universe                   |
| 2014                                                                                | "Aerosol Can" (med Pharrell Williams)                                      | 37          | —           | 32 (Ultratip) | —             | —           | —           | —           | —           | —           | —           | Apocalypse Soon                     |
| 2014                                                                                | "Come On To Me" (med Sean Paul)                                            | —           | —           | —             | 43            | —           | 21          | 60          | —           | —           | —           | Apocalypse Soon                     |
| "—" betyder att singeln inte nådde topplistan eller inte släpptes med den avsikten. |                                                                            |             |             |               |               |             |             |             |             |             |             |                                     |

### Remixer
| År   | Artist                    | Låt                                                                       |
| ---- | ------------------------- | ------------------------------------------------------------------------- |
| 2010 | Gyptian                   | "Hold You" (Major Lazer Remix)                                            |
| 2010 | Cajmere                   | "Percolator" (Major Lazer Remix)                                          |
| 2011 | Beastie Boys              | "Don't Play No Game That I Can't Win" (Major Lazer Beastie Remix Edition) |
| 2012 | Hot Chip                  | "Look At Where We Are" (Major Lazer Remix)                                |
| 2012 | Hot Chip                  | "Look At Where We Are" (Major Lazer vs Junior Blender Mix)                |
| 2012 | No Doubt                  | "[Settle Down" (Major Lazer Remix)                                        |
| 2012 | The Prodigy               | "Smack My Bitch Up" (Major Lazer Remix)                                   |
| 2012 | Popcaan                   | "Party Shot (Ravin Part 2)" (Major Lazer & ETC!ETC! Remix)                |
| 2012 | Bruno Mars                | "Locked Out of Heaven" (Major Lazer Remix)                                |
| 2013 | Bunji Garlin              | "Differentology" (Major Lazer Remix)                                      |
| 2013 | Dada Life                 | "Boing Clash Boom" (Major Lazer Remix)                                    |
| 2013 | Konshens                  | "Gal A Bubble" (Major Lazer x Bro Safari x ETC!ETC! Remix)                |
| 2013 | Jack Beats                | "KYD" (Major Lazer X Jack Beats Remix)                                    |
| 2013 | Machel Montano            | "The Fog" (Major Lazer & Grandtheft Remix)                                |
| 2013 | Macklemore och Ryan Lewis | "Can't Hold Us" (Major Lazer Remix)                                       |
| 2014 | Dimitri Vegas & Like Mike | "Stampede" (Major Lazer & P.A.F.F. Remix)                                 |
| 2014 | Busy Signal               | "Watch Out For This" (Major Lazer Remix)                                  |
| 2014 | Davido                    | "Skelewu" (Major Lazer & Wiwek Remix)                                     |